# Artemita convexa
Artemita convexa är en tvåvingeart som först beskrevs av Walker 1854.  Artemita convexa ingår i släktet Artemita och familjen vapenflugor. Inga underarter finns listade i Catalogue of Life.